# 靴隠し
靴隠し（くつかくし）は屋外で行う子供の遊びの一つ。隠された靴を探す遊び。地域や時代によっては下駄隠しとも言う。いじめ行動のひとつである靴隠しとは異なる。

## 遊び方
- 性質上、人数は3人以上が適当だが、とくに定めはない。ただし、あまり多人数の参加には適さない。
- じゃんけんなど適当な方法で鬼を1人決める。鬼以外の者は片方の靴を脱ぎ、鬼が見ていない一定時間に自分の靴を一定範囲の見つからない場所に隠す。それらの靴を鬼が見つけられるかどうかを楽しむ。
- 1回終了ごとに鬼を決めなおすか、隠された靴を鬼が全部見つけられた場合に限り鬼が交代するかは、地域や参加者の年齢などによって異なる。

## その他
- 隠し場所によっては靴を汚したり紛失したりすることから、地域で問題視されることもあり、大人が推奨する遊びではなかった。